# 史文恭
史文恭（しぶんきょう）は中国の小説で四大奇書の一つである『水滸伝』の登場人物。
梁山泊に敵対する曾頭市の武術師範である。梁山泊の首領の晁蓋が自ら曾頭市を討つために出陣した際にこれを陣頭に立って迎え撃ち、晁蓋に毒矢を命中させて、梁山泊の軍勢を撃退する。晁蓋はこの傷が元で梁山泊に帰還後に死亡した。その際に晁蓋の残した「史文恭を倒したものを次期首領に」という遺言を実行するべく、再度攻め込んだ梁山泊の軍勢を前にして史文恭は秦明との一騎討ちに打ち勝つなど奮戦したが、結局曾頭市は敗北し、史文恭は盧俊義に討たれて、その首級は晁蓋の霊前に供えられた。